# Brama Odrzańska w Głogowie
Brama Odrzańska – wzmiankowana po raz pierwszy w 1318 roku brama w systemie fortyfikacji miejskich Głogowa, wychodząca na most przez Odrę i drogę w kierunku Wielkopolski.
W 1505 r. umieszczono na niej trzy wykonane z piaskowca figurki świętych: św. Mikołaja (patrona kościoła parafialnego), Matki Boskiej z dzieciątkiem (patronki kolegiaty w Głogowie) i św. Katarzyny (opiekunki podróżników).
Głogowska Brama Odrzańska rozebrana została w 1871 r.